# Јакуп Кадри Караосманоглу
Јакуп Кадри Караосманоглу (тур. Yakup Kadri Karaosmanoğlu; рођен  је 27. марта 1889. године у Каиру, а умро је 13. децембра 1974. године у Анкари) је био турски писац и преводилац, једна од најпознатијих личности у савременој турској књижевности, која је забележила снажне приказе турског живота 20. века.

## Биографија
Караосманоглу је провео своје детињство у Каиру. Када је имао шест година, преселио се с породицом у Манису, западна Турска. Када је његов отац умро, вратио се у Египат са мајком која га је уписала на колеџ у Александрији гдје је учио француски. 1908. године са  породицом се преселилио у Истанбул, гдје је Караосманоглу уписао правну школу, коју је напустио три године касније и посветио се својој страсти писању.

## Књижевни рад
После разбијања Османског царства и инвазије савезника великог дела Турске, Караосманоглу се враћа у Анкару, да својим писањем пружи  отпор Мустафи Кемалу. После победе турских националних снага и проглашења Републике 1923. године, активно је радио на постизању републичких реформи. Године 1932. основао је часопис Кадро са најистакнутијим левичарским интелектуалцима тог времена, као што су Севкет Суреииа Аидемир и Ведат Недим Тор. Овим месечним прегледом тада се излажу теоретске основе Кемализма, истовремено заговарајући потребу за радикално статистичком економијом и друштвеном књижевношћу. У овом часопису објављују се и прве озбиљне студије о положају турског сељака, што се назива и обимна аграрна реформа. Али, Кадро ускоро почиње да узнемирава либералне чланове Народне републиканске странке коју је основао Мустафа Кемал, који покрећу кампању против новина, понекад га оптужују за фашизам, понекад и за комунизам. Ататурк, како би ублажио тензије, сматра да је најбоље окончати ово искуство прекидањем било које публикације у октобру 1934. gодине.
Караосманоглу је тада именован за амбасадора Турске у Тирани, гдје је започео дипломатску каријеру, коју је касније описао у својим мемоарима: дипломата Зорака, објављен 1954. године. После државног удара 1960. године, вратио се у политику као заменик за Манизу (1964-1969), али с обзиром на то да су кршили принципе кемализма, он је поднео оставку из партије на власти 1965. године.
Постао је уредник дневног листа Улус (Нација) и наставио своју књижевну делатност до краја свог живота. Умро је  у децембру 1974. године.

## Дела
- Бир Серенцам (Авантура) ( 1913 )
- Кућа под најам (Kiralik Konak) ( 1920 )
- ·Нур Баба (Nūr Baba) ( 1922 )
- Рахмет (Мерци) ( 1923 )
- Ноћ одлуке (Hüküm Gecesi) ( 1927 )
- Содома и Гомора" (Sodom ve Gomore) ( 1928 )
- Туђинац (Yaban) ( 1932 )
- ·Анкара (Аnkara) ( 1934 )
- Ахмет Хасим (Ahmet Hasim) ( 1934 )
- Прогнаник " (Bir Sürgün) ( 1937 )
- Ататурк " (Ataturk) ( 1946 )
- ·Панорама 1 (Panorama) ( 1953 )
- Зораки Дипломат (Псеудо Дипломат) (1954)
- ·Еп О Шарки (Hep O Șarkı) ( 1956 )
- ·Књига моје мајке ( Anamin Kitabi) ( 1957 )
- ·На путу народа (Vatan Yolunda) ( 1958 )
- Политика 45 година (Politikada 45 Yil) ( 1968 )